# Northeast Airlines
Northeast Airlines var ett amerikanskt flygbolag grundat 1931. Bolaget flög framförallt mellan nordöstra USA och Florida. 1972 köptes Northeast Airlines upp av Delta Air Lines. Företaget hette i början "Boston-Maine Airways", ett namn som numera innehas av ett annat flygbolag.